# جيك سايمور
جيك سايمور (بالإنجليزية: Jake Seymour)‏ هو لاعب كرة قاعدة أمريكي، ولد في 1854 في بيتسبرغ في الولايات المتحدة، وتوفي في 1 أغسطس 1917 في Allegheny, Pennsylvania ‏ في الولايات المتحدة.

## وصلات خارجية
- جيك سايمور على موقعبيزبول رفرنس.كوم (الدوري الرئيسي) (الإنجليزية)